# 塔格·法尔堡
塔格·法尔堡（瑞典語：Tage Fahlborg，1912年4月24日—2005年1月8日），瑞典男子皮划艇运动员。他曾代表瑞典参加1936年夏季奥林匹克运动会皮划艇比赛，获得男子双人皮艇10000米铜牌。